# Synoniem (plantkunde)
In botanische nomenclatuur is een synoniem van een botanische naam een andere naam die betrekking heeft op hetzelfde taxon. In botanische teksten en dan vooral in taxonomische werken, wordt vaak de afkorting "syn." gebruikt.
Voor elk taxon, in de rang van familie of lager, is er, gegeven de opvatting over de systematische positie, één correcte naam: alle andere namen voor dat taxon zijn synoniemen. Er is in de regels aangaande de nomenclatuur een uitzondering gemaakt voor negen families en één onderfamilie waar een keuze uit twee correcte namen is toegestaan.
In de botanische nomenclatuur zijn er twee typen synoniemen:
- Homotypisch (of nomenclatureel) synoniem: Dit heeft hetzelfde type als de correcte naam.
Voorbeeld: De naam Pinus abies L. heeft hetzelfde type als de naam Picea abies (L.) H.Karst. Bij plaatsing in het geslacht Picea (dit is de algemene opvatting), dan is Picea abies de correcte naam en Pinus abies een homotypisch synoniem van die naam. Mocht echter ooit de soort weer ingedeeld worden in Pinus (dat zal wel niet gebeuren) dan zou de relatie omdraaien en zou Picea abies een homotypisch synoniem worden van Pinus abies.
- Heterotypisch (of taxonomisch) synoniem: Dit heeft een ander type dan de correcte naam.
Voorbeeld 1: Sommige botanici splitsen de paardenbloem in vele, 'kleine', soorten, waaronder Taraxacum officinale F.H.Wigg (sensu stricto). De naam van elke 'kleine' soort heeft een eigen type. Als de paardenbloem wordt opgevat als één 'grote' soort, dan worden de namen van alle 'kleine' soorten heterotypische synoniemen van Taraxacum officinale (sensu lato).
Voorbeeld 2: De soort die nu de naam Magnolia liliifera (L.) Baill. (1868) draagt, is voor het eerst door Linnaeus gepubliceerd als Liriodendron liliifera in 1762. De soort heeft een groot verspreidingsgebied en is vele malen opnieuw beschreven, onder verschillende namen, waaronder Talauma rubra Miq. (1858). Deze laatste naam wordt nu beschouwd als een heterotypisch synoniem van Magnolia liliifera.

Merk op dat in de plantkunde het niet vereist is dat een synoniem een formele status heeft (een "wetenschappelijke naam" is): een opsomming van synoniemen bevat vaak namen die om een of andere reden niet "geldig gepubliceerd" zijn. Een dergelijk synoniem moet wel de vorm hebben van een formele naam, en moet eruitzien als een echte 'Latijnse naam'.
Merk ook op dat een homotypisch synoniem niet het epitheton hoeft te delen met de correcte naam, maar alleen het type. Zo heeft bijvoorbeeld de bovengenoemde naam Taraxacum officinale hetzelfde type als Leontodon taraxacum L. Deze laatste is daarom een homotypisch synoniem van Taraxacum officinale. Volgens de regels voor de botanische nomenclatuur zou "Taraxacum taraxacum" een tautoniem zijn en kan dus niet bestaan.
Heel anders dan in de botanische nomenclatuur, tenminste in details en terminologie, zijn de synoniemen in de zoölogie. In de zoölogische nomenclatuur is de correcte naam een van de synoniemen, maar dan als eerste tussen gelijken: het is het senior synoniem. Het type synoniemen in de plantkundige nomenclatuur heet in de zoölogie junior synoniem.
De plantkundige homotypische of nomenclaturele synoniemen heten "objectieve synoniemen" in de zoölogie. De plantkundige heterotypische of taxonomische synoniemen heten "subjectieve synoniemen" in de zoölogie.